# Nizina Hindustańska

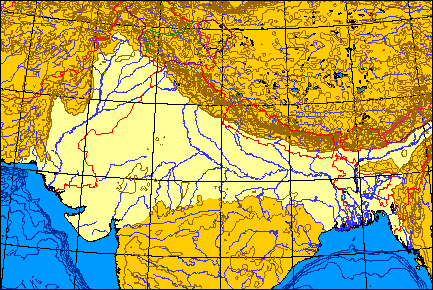
Nizina Hindustańska

Nizina Hindustańska (hindi Bhārat ke maidān) – nizina aluwialna na terytorium Indii, Pakistanu, Bangladeszu i Nepalu o powierzchni około 1,2 mln km². Jej długość to 3000 km, szerokość od 250 do 300 km, a wysokość do 200 m. Jest to trzeciorzędowe zapadlisko tektoniczne między Himalajami a Dekanem. Obejmuje niziny: Indusu, Gangesu, Brahmaputry i Bengalską i Pendżabską, łącznie z deltą Gangesu i Brahmaputry.
Miejsce występowania częstych katastrofalnych powodzi. Pokryta gęstą siecią kanałów nawadniających. Nizina ta to jeden z głównych regionów rolnych świata (ryż, bawełna, juta, trzcina cukrowa, herbata). Wyjątkowo gęsto zaludniona. Większe miasta: Kolkata, Karaczi, Delhi, Dhaka.